# Cantonul St. Gallen
Cantonul St. Gallen (germană: Kanton St. Gallenⓘ) este un canton al Elveției. Este situat în nord-estul țării, având capitala la St. Gallen. Numele său se poate scrie în mai multe moduri: St. Gall, Saint Gall, Saint Gallen.

## Orașe
Orașe (cu mai mult de 10 000 de locuitori):
- St. Gallen (70 000 loc.)
- Rapperswil-Jona (24 400)
- Gossau (16 941)
- Wil (16 443)
- Uzwil (11 997)
- Altstätten (10 372)
- Buchs (10 255)

## Geografie
Cantonul se află în nord-estul Elveției. Se mărginește la nord cu Lacul Konstanz (Bodensee). La sud se află valea Rinului, dincolo de care se află Austria și Liechtenstein. La sud se găsesc cantoanele Graubünden, Glarus și Schwyz. La vest se află cantoanele Zürich și Turgovia.
Cele două cantoane surori, Appenzell Intern și Appenzell Extern sunt complet înconjurate de teritoriile cantonului St. Gallen.
Principalele râuri sunt Rinul, Thur, Linth și Seez. Topografia se schimbă, de la câmpii în apropiere de râul Rin și Lacul Constanța către zonele muntoase din sud. Aproximativ un sfert din canton e acoperit de păduri și mai mult de jumătate din pășuni alpine.

## Istorie
Teritoriile cantonului St. Gallen reprezintă achizițiile Abației Sankt Gallen de-a lungul secolelor. A făcut parte din cantonul Säntis în timpul Republicii elvețiene, după secularizarea abației în 1798. În 1803 s-a alătura Confederației elvețiene sub numele actual, iar constituția cantonală elaborată în 1890.

## Economie
Activitatea agricolă e reprezentată în principale de creșterea vitelor și de prelucrarea lactatelor în zonele montane. În câmpii au importanță producția de vinuri și de fructe, însă există aici și ferme mixte.
Printre industriile prezente aici se numără industria optică, pirotehnică, chimică și farmaceutică. Turismul joacă un rol important, aici aflându-se numeroase stațiuni. Există numeroase facilități pentru sporturi de iarnă, precum și un izvor cu apă termală la Bad Ragaz.